# Real Jardín Botánico de Melbourne
El Real Jardín Botánico de Melbourne, (inglés: Royal Botanic Gardens, Melbourne) es un jardín botánico y arboreto próximo al centro de Melbourne, Victoria, Australia, en la margen sur del Yarra River. Tiene una extensión de 38 ha de jardines paisajistas. 
Es miembro del BGCI, y presenta trabajos para la Agenda Internacional para la Conservación en los Jardines Botánicos. 
El código de identificación internacional del "Royal Botanic Gardens, Melbourne" como miembro del "Botanic Gardens Conservation Internacional" (BGCI), así como las siglas de su herbario es MEL.

## Localización e información

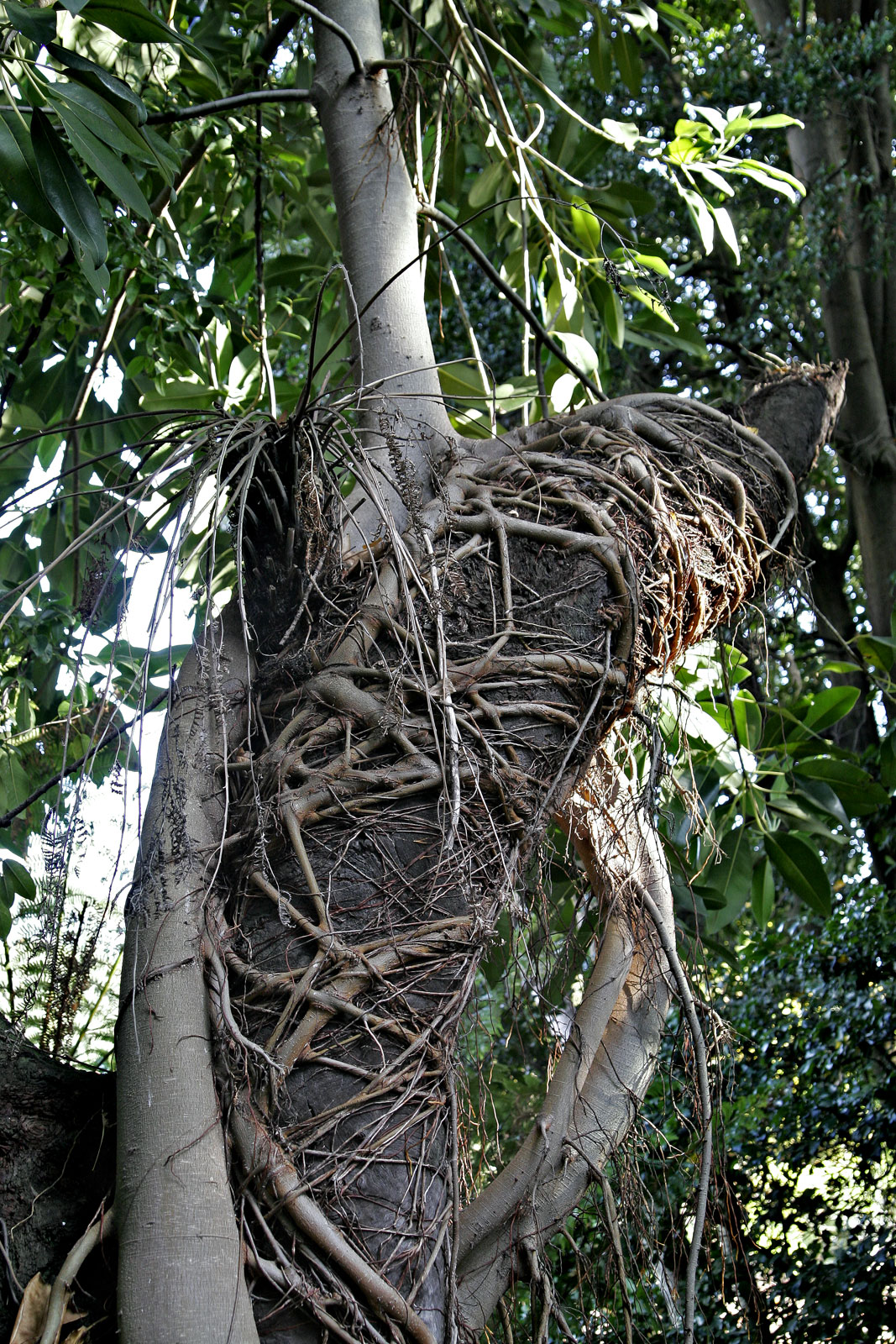
Raíces de árbol baniano en el Jardín botánico de Melbourne.

Royal Botanic Gardens, Melbourne Private Bag 2000 Birdwood Avenue, South Yarra, Vic 3141, Melbourne, Australia.
Planos y vistas satelitales.37°50′17.8794″S 144°59′26.52″E / -37.838299833, 144.9907000
El jardín botánico está abierto todos los días del año.

### Transportes
El jardín se encuentra a unos 15 minutos de paseo o a 5 minutos de tranvía desde Flinders Street Station hasta Domain Road Interchange en las líneas de tranvía 3, 5, 8, 16, 64, 67. El aparcamiento en la calle está regulado para periodos de 2 a 4 horas.

### Horarios
El jardín abre todos los días del año a las 7.30 y cierra a las:
- 20.30 de noviembre a marzo
- 18.00 en abril, septiembre y octubre
- 17.30 de mayo a agosto

El Centro de Atención al Visitante se encuentra abierto los siete días de la semana:
- Días laborables 9.00-17.00
- Días festivos 9.30-17.00

Hay una pista de paseo de 3,8 km, que va en paralelo a la cerca del perímetro de los jardines. Oficialmente llamada "la pista del Tan", se conoce como el "Tan" y se utiliza a menudo cariñosamente sobre todo por los aficionados al fútbol que lo vienen a practicar en campos de la zona. 
El 'Tan', originalmente una pista de paseo para los caballos de la gente rica de Melbourne, actualmente es uno de los lugares más frecuentados por los deportistas de Melbourne para hacer ejercicio. Los locales, y los visitantes comparten este espacio pues su fama ha crecido internacionalmente. Hitcham El Guerrouj, Steve Ovett, Cathy Freeman, y Sonia O'Sullivan, son algunos de los asiduos de el Tan.
Los récord más notables de la carrera que aquí se celebra, lo tienen los atletas australianos: Robert De Castella y Steve Monaghetti (10:41, 2003). El actual récord es de 10 minutos y 12 segundos, alcanzado por el corredor Craig Mottram en el 2004.
La carrera inaugural de "Go the Tan" tuvo lugar a principios de febrero de 2006, y da la oportunidad de participar en la carrera a todo aquel que quiera correr o caminar en el Tan y recibir su tiempo de marcha oficial.

## Historia

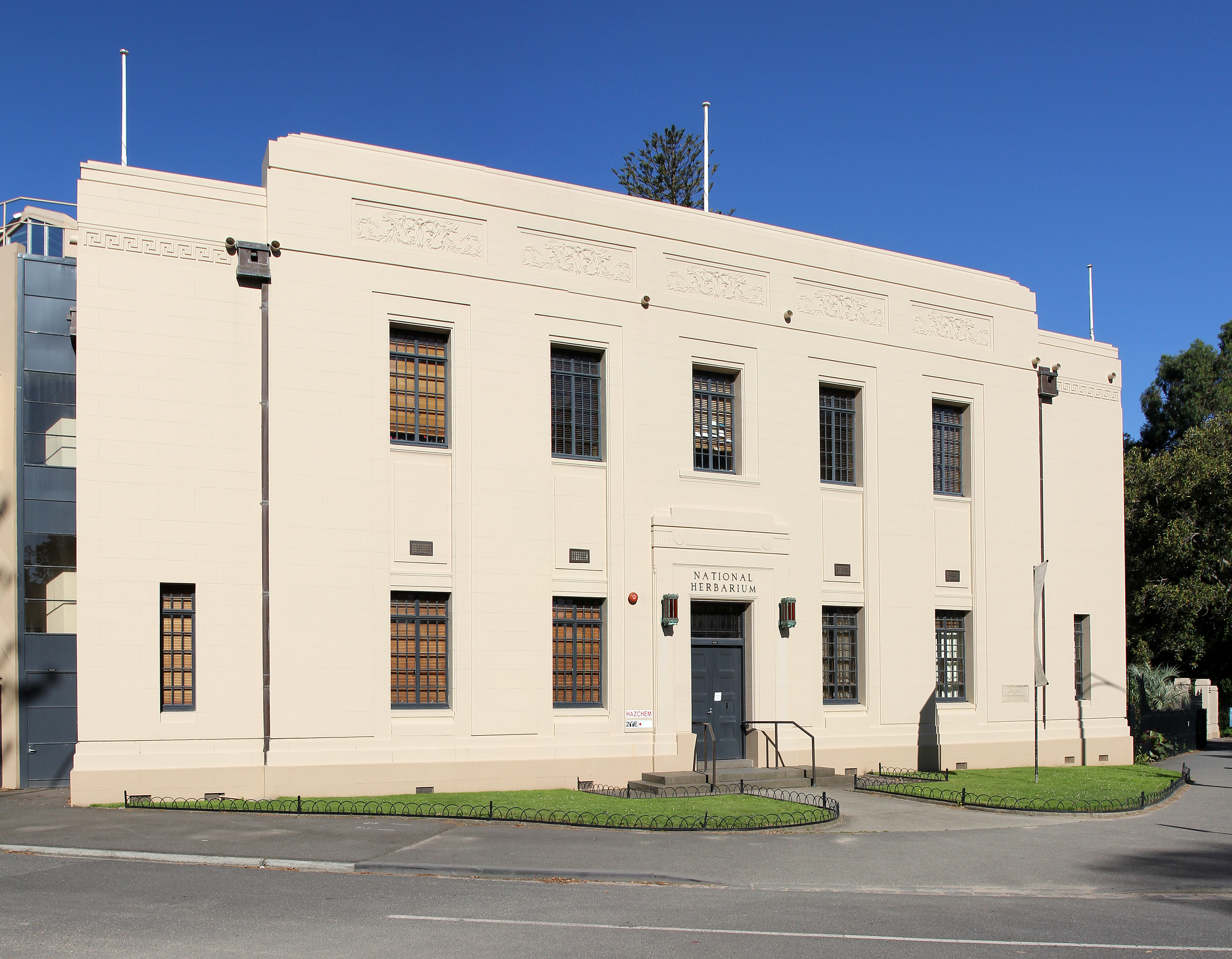
El edificio del Herbario Nacional de Victoria, fundado en 1853.

Los jardines botánicos están regidos por la Royal Botanic Gardens Act de 1991 por la guía de los jardines botánicos reales, que son responsabilidad del "Ministerio de Ambiente".
En 1846 Charles La Trobe seleccionó el lugar del Royal Botanic Gardens que entonces estaba ocupado por un terreno anegado pantanoso.
En 1857 fue su primer director Ferdinand von Mueller, quien creó el Herbario Nacional de Victoria y trajo gran cantidad de nuevas plantas.
En 1873 William Guilfoyle se convirtió en el director y cambió el estilo de los jardines algo más como los jardines paisajistas que estaban de moda en aquella época. Agregó las plantas de climas tropicales y templados.
En 1924 se produjo en el jardín un tiroteo en el que resultaron muertas cuatro personas.

## Proyecto
El proyecto más importante en el jardín botánico de los últimos tres años ha sido el edificio Ian Potter del jardín de los niños que con sus 5.000 m², está concebido para los niños de todas las edades y capacidades. El jardín Ian Potter de los niños se encuentra dentro de la parte sur del río Yarra.

## Colecciones

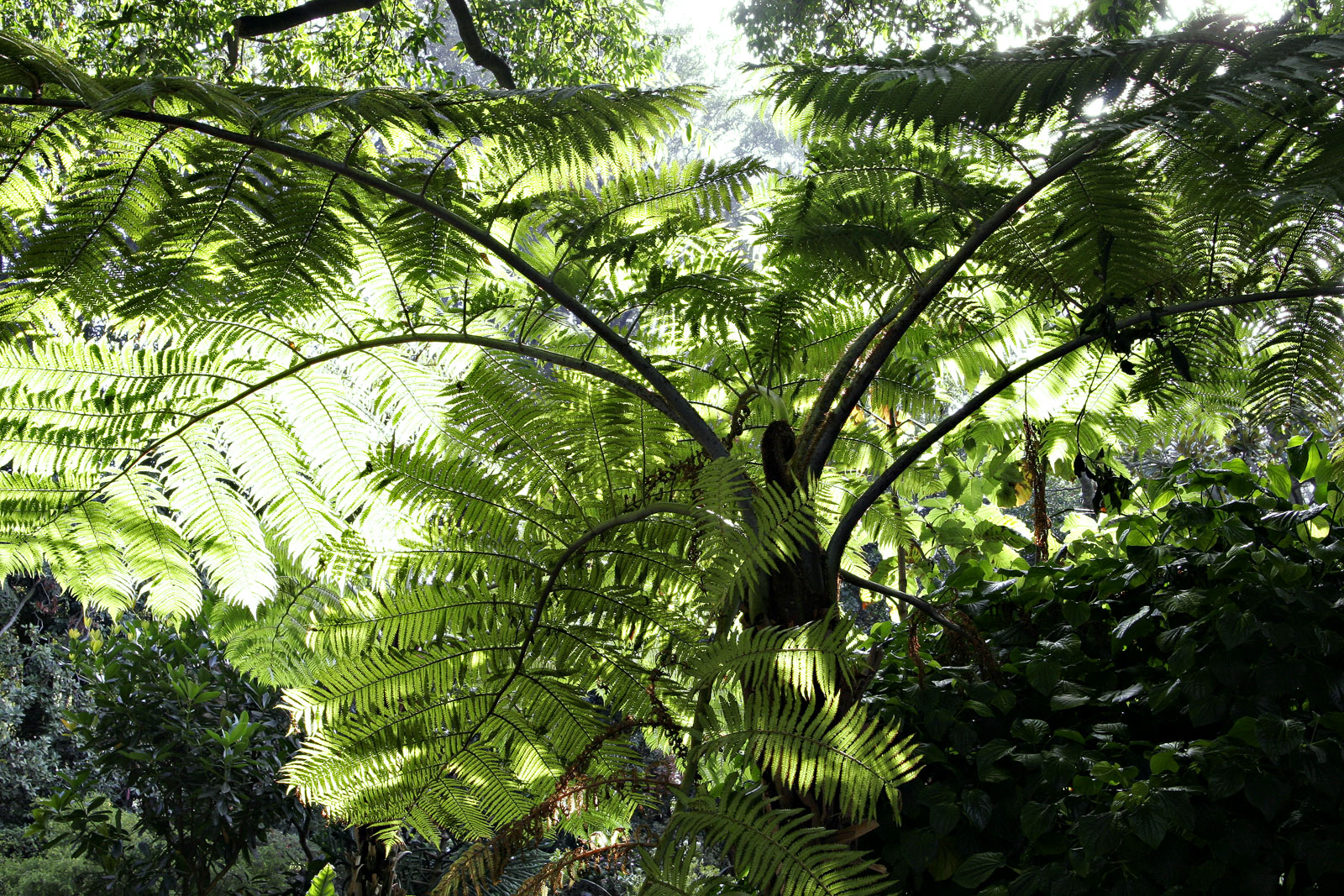
Helecho arborescente en el Jardín botánico de Melbourne.

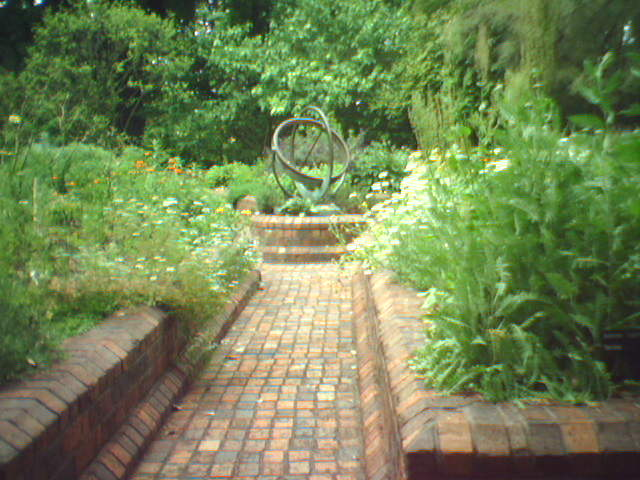
Jardín de hierbas en el Jardín botánico de Melbourne.

El jardín botánico alberga unos 10 000 taxones en cultivo. Las colecciones vivas en el jardín botánico incluyen:
- Flora nativa australiana, desde el establecimiento de los jardines en 1846, mucha de la vegetación nativa fue quitada mientras que los botánicos tales como el barón Von Mueller plantaron una gama de especies procedentes de todo el mundo. Mientras que inicialmente muchos de los humedales nativos y charcas en los jardines fueron dejados, alrededor de inicios del siglo XX estos fueron reajardinados para crear el lago ornamental. A pesar de esto sin embargo, hay algunos grandes eucaliptos que permanecen incluyendo el notable 'Árbol de la Separación', un Eucalyptus camaldulensis de 300 años de edad, bajo el cual Victoria fue declarada como una colonia separada. En agosto del 2010 el "Separation Tree" fue atacado por vándalos y no está claro si sobrevivirá.[2] El Royal Botanic Gardens, Cranbourne está enfocado únicamente en plantas nativas australianas.
- La senda de selva australiana
- El jardín californiano
- El jardín de las islas Canarias,
- Los cactos y suculentas
- Colección de camelias
- Colección de cycas
- Colección de eucalipto
- Senda de los helechos
- Jardín gris
- Jardín de las hierbas
- Isla larga
- Colección de plantas de Nueva Caledonia
- Colección de Nueva Zelanda
- Colección de robles
- Frontera perenne
- La rosaleda
- Colección de plantas de China meridional
- Invernadero tropical y de exhibiciones
- Colección de Viburnum
- Jardín de la conservación del agua.

Estos grupos de plantas han sido cuidadosamente seleccionados por su valor, rareza, diversidad o interés.

## Actividades
Desde los tiempos de su fundación, el Royal Botanic Gardens está implicado en la investigación y la identificación de las plantas. Esto se hace sobre todo a través de la biblioteca, del herbario y del edición de publicaciones especializadas en las plantas, así como el diario Mulleria, que es el plasmado científico del trabajo hecho en los jardines durante el año.

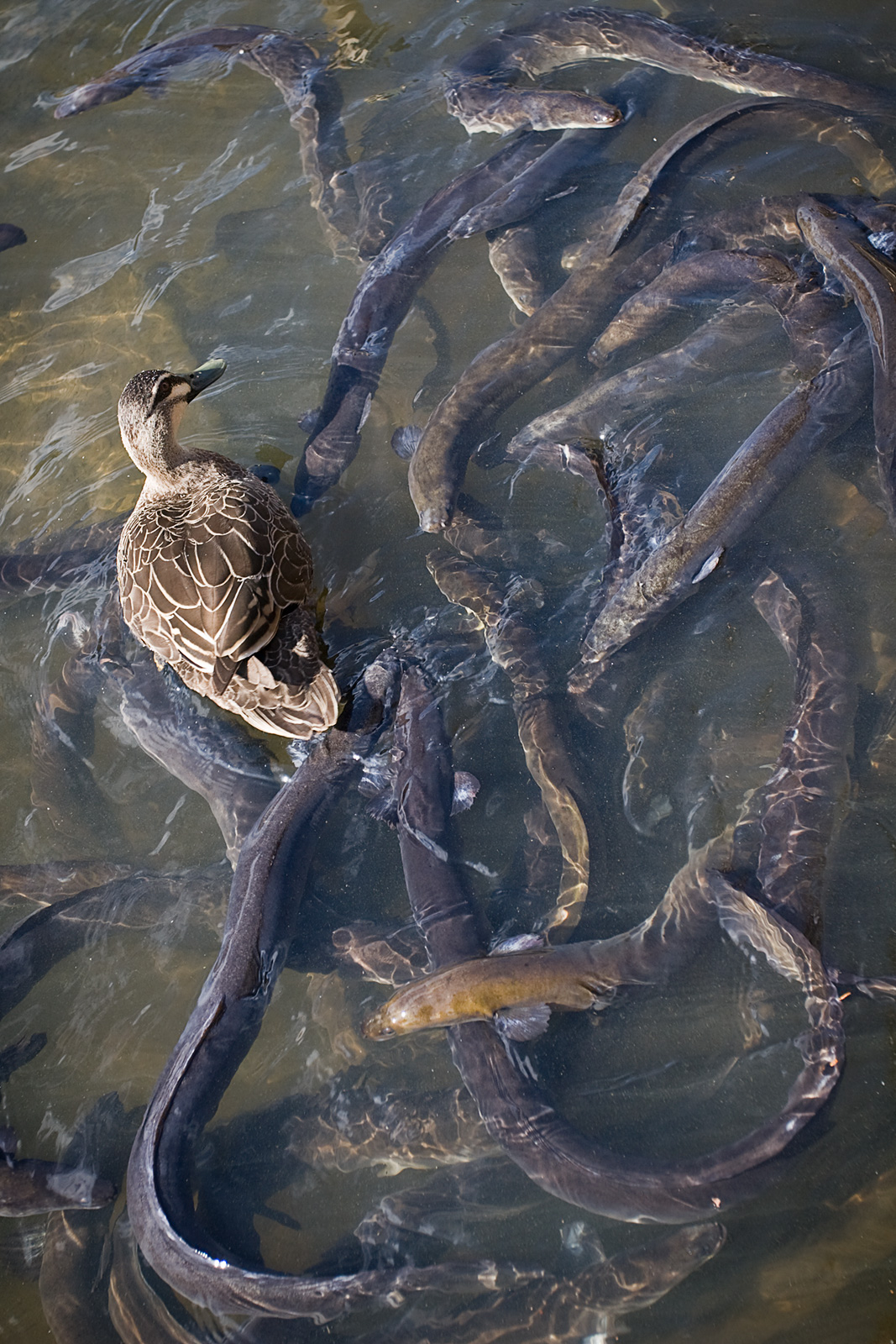
Un gran número de anguilas en una de las charcas del Jardín botánico de Melbourne.

Más recientemente, se ha fundado el Centro de Investigación Australiano para la Ecología de Áreas Urbanas con la intención específica del estudio y la investigación de las plantas que crecen en ambientes urbanos.

## Problemas del jardín botánico
Los problemas más importantes para el jardín botánico tienen que ver con la interacción que producen los animales salvajes indeseados que se aposentan en el recinto con las plantas que aquí se exhiben. También hay problemas con la conservación del agua.
A principios del 2002, los jardines botánicos reales tuvieron problemas significativos al albergar una población en aumento de zorros voladores, lo que culminó con árboles y hábitat dañados. Los jardines botánicos reales zanjaron esta situación capturando y trasladando los zorros voladores a Horseshoe Bend en Ivanhoe.
En vista de la malas hierbas que son siempre un problema en los jardines botánicos de este tamaño, este jardín botánico desarrolló un plan estratégico durante 2004 para reducir al mínimo las infestaciones de malas hierbas, educando al público y a la gerencia, para ayudar a conservar las especies indígenas.

## Galería de imágenes

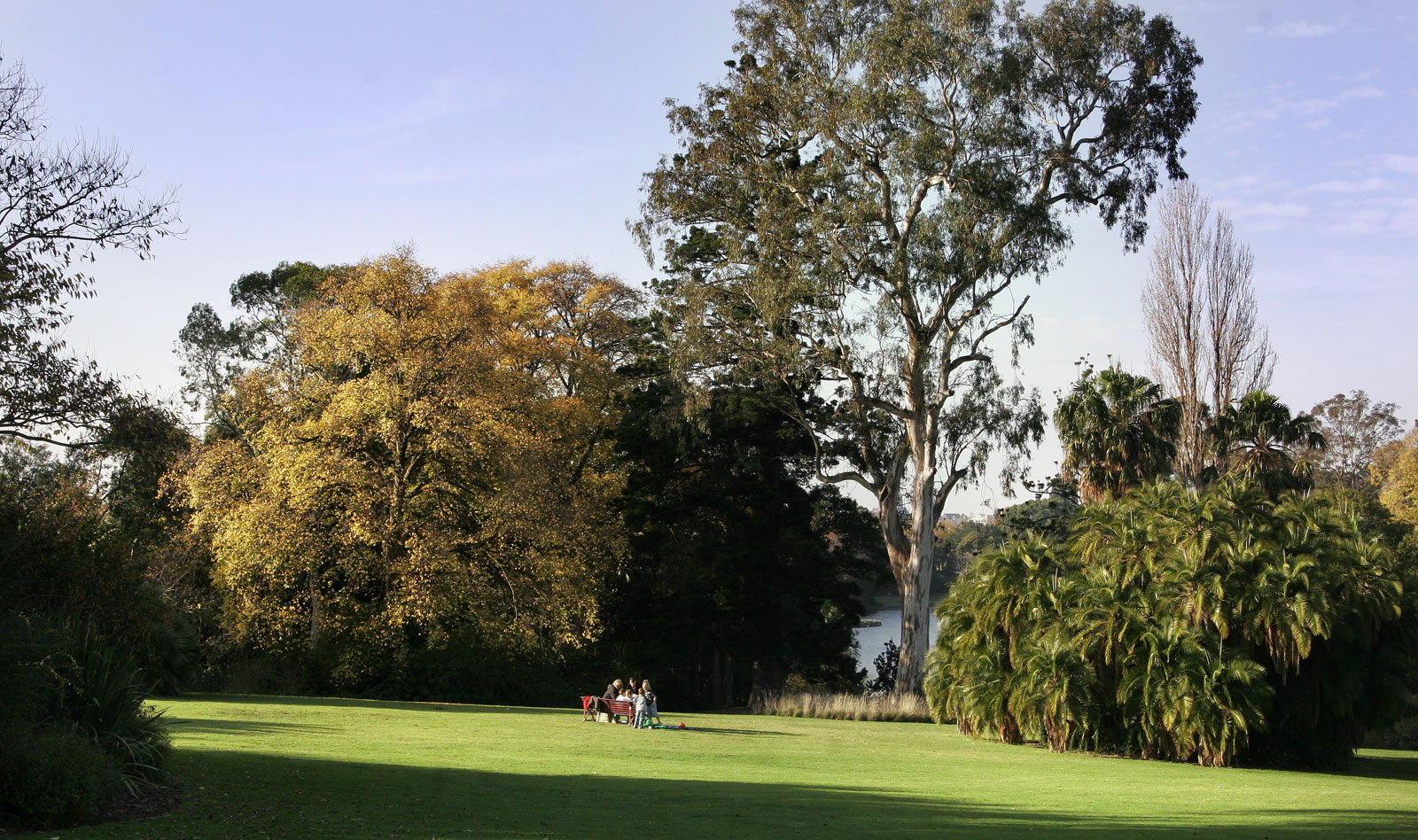
Pradera con el lago al fondo
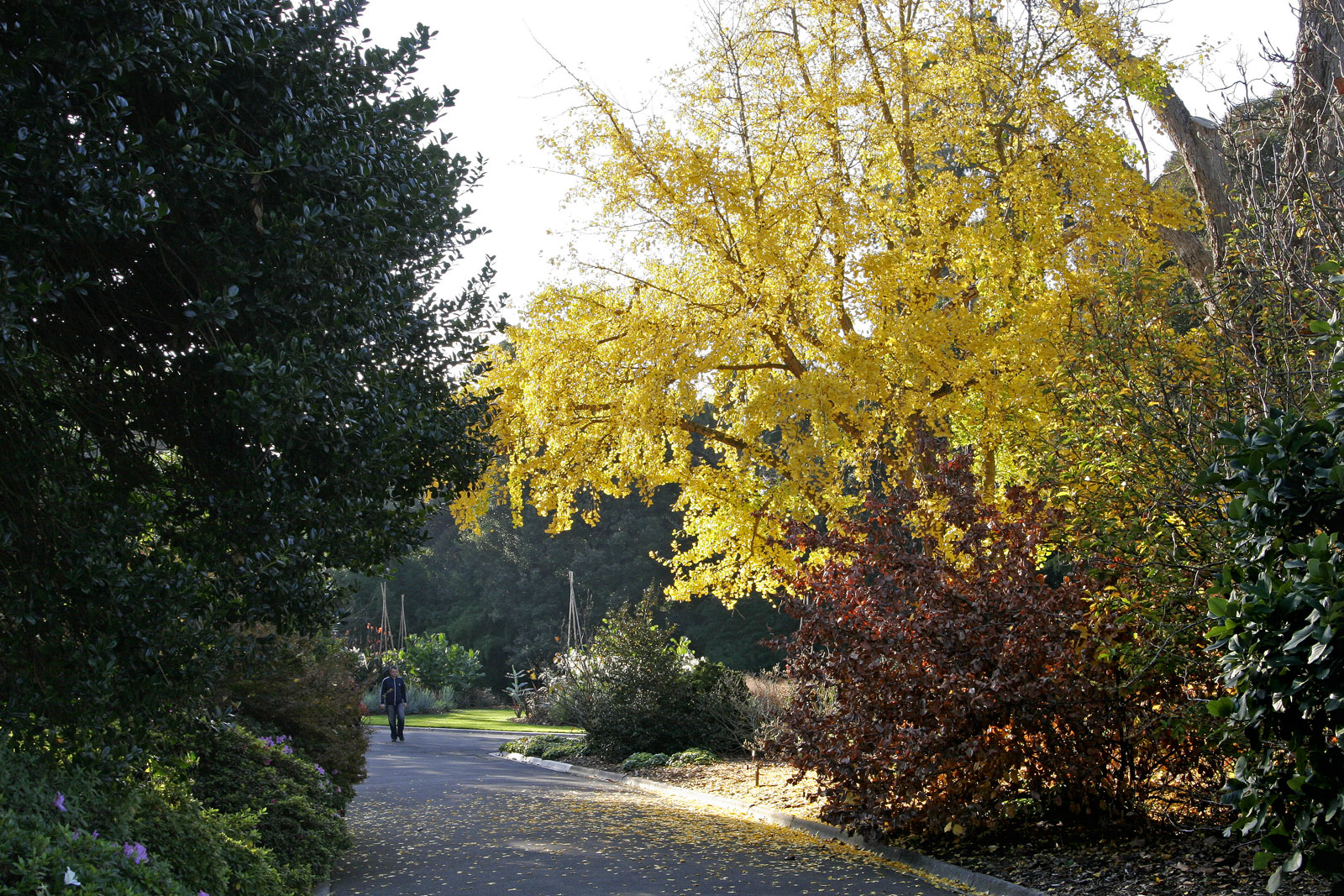
Melbourne Botanical Garden en invierno
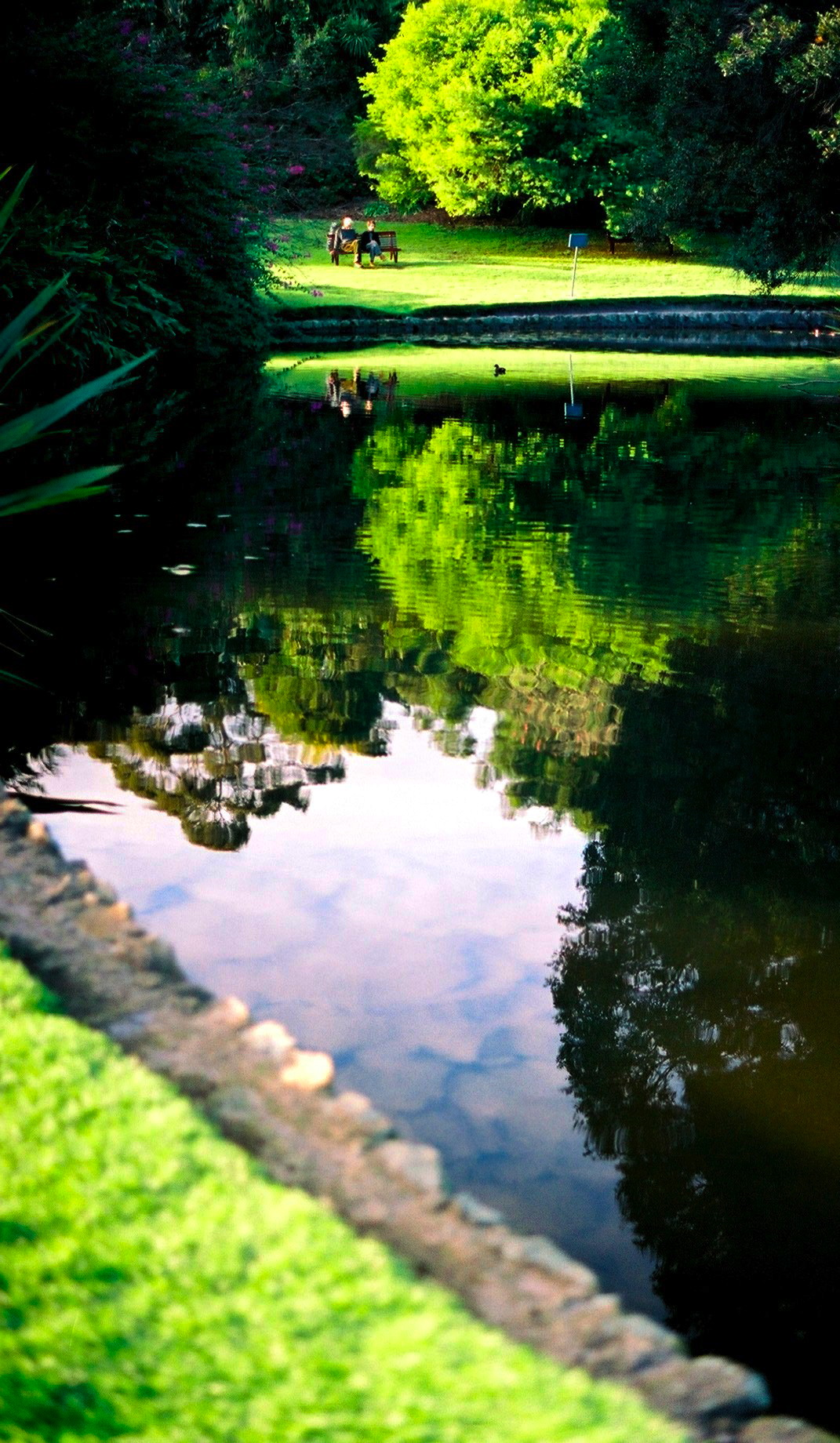
El lago de las Nymphea
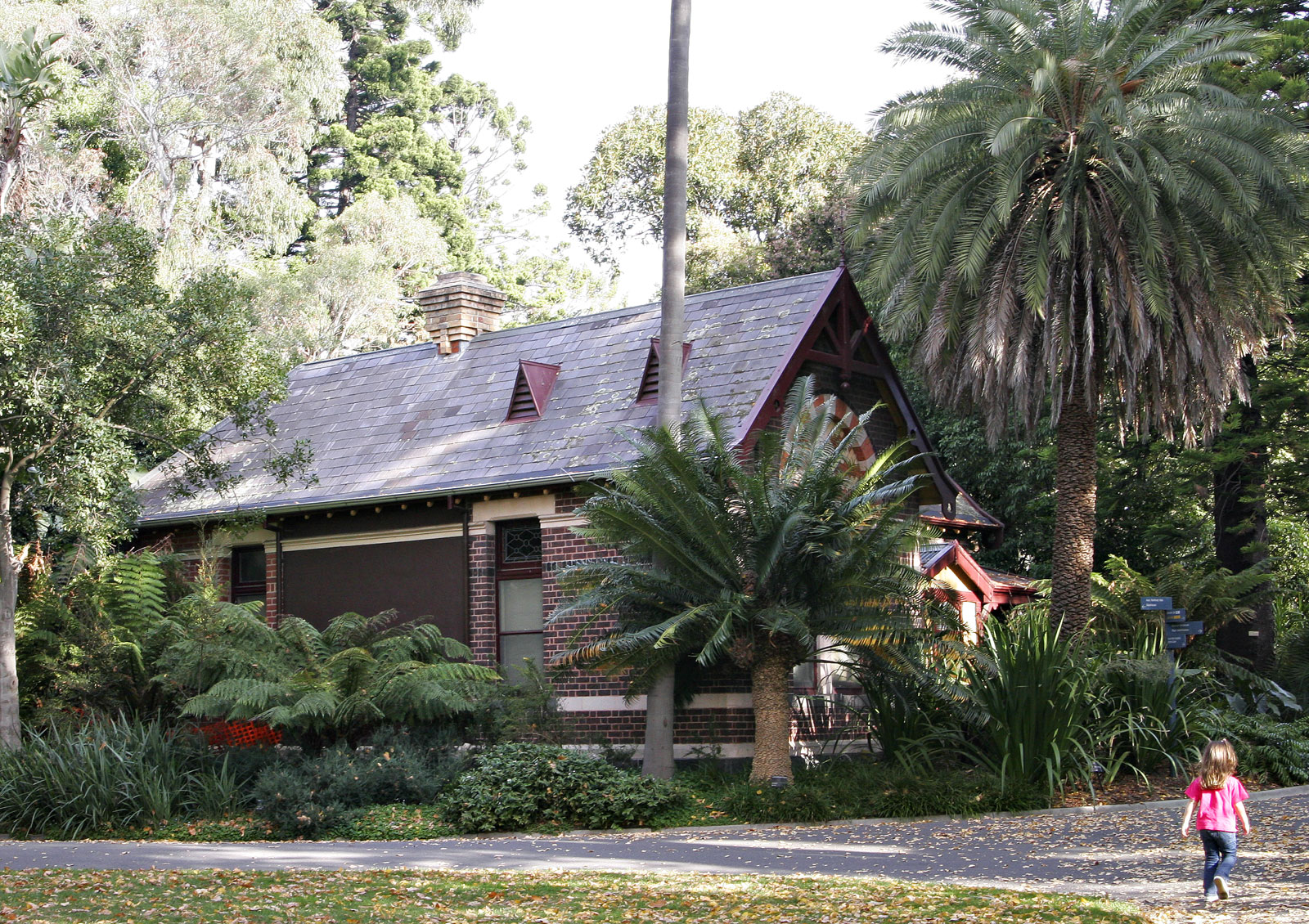
Cabaña en el interior del jardín botánico